# Psilonotus adamas
Psilonotus adamas är en stekelart som beskrevs av Walker 1834. Psilonotus adamas ingår i släktet Psilonotus och familjen puppglanssteklar. Arten är reproducerande i Sverige. Inga underarter finns listade i Catalogue of Life.